# Jean-Charles Emmerich
Pour les articles homonymes, voir Emmerich.
Jean-Charles Emmerich est un homme politique monégasque. Il est membre du Conseil national depuis 2018.